# Frebécourt
Frebécourt est une commune française située dans le département des Vosges, en Lorraine, dans la région administrative Grand Est.
Ses habitants sont appelés les Frebécourtois.

### Localisation

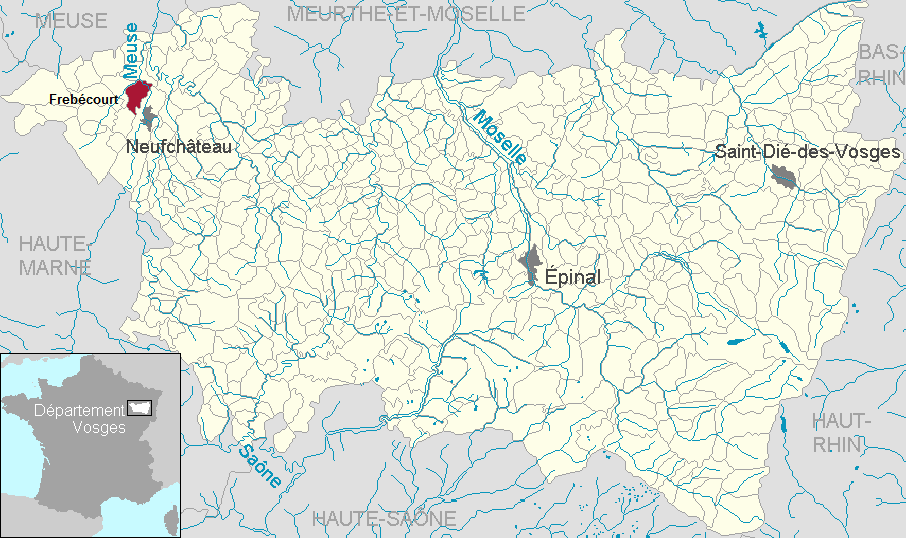
Localisation départementale.

## Géographie

### Géologie et relief
La commune se compose de 30,16 hectares de territoires artificialisés (2,85 %), 614,83 hectares de territoires agricoles (58,17 %) et 411,93 hectares de forêts et milieux semi-naturels (38,97 %).
Espaces naturels :
- Un espace protégé Natura 2000 : Vallée de la Saônelle[3],
- Trois zones naturelles d'intérêt écologique, faunistique et floristique (Znieff) :

Gîtes à chiroptères de Mont-les-Châteauneuf et Sionne,
Pays de Neufchâteau,
Gîte à chiroptères de Coussey.
- Site bioarchéologique : Fourche (la)[7].

### Communes limitrophes
| Sionne               | Coussey     | Coussey     |
| Sionne               | Frebécourt  | Neufchâteau |
| Mont-lès-Neufchâteau | Neufchâteau | Neufchâteau |

### Hydrographie et les eaux souterraines
Hydrogéologie et climatologie : Système d’information pour la gestion des eaux souterraines du bassin Rhin-Meuse :
Territoire communal : Occupation du sol (Corinne Land Cover); Cours d'eau (BD Carthage),
Géologie : Carte géologique; Coupes géologiques et techniques,
 Hydrogéologie : Masses d'eau souterraine; BD Lisa; Cartes piézométriques.
La commune est située dans le bassin versant de la Meuse au sein du bassin Rhin-Meuse. Elle est drainée par la Meuse et la ruisseau la Saonnelle,.
La Meuse prend sa source en France, dans la commune du Châtelet-sur-Meuse, à 409 mètres d'altitude, et se jette dans la mer du Nord après un cours long d'approximativement 950 kilomètres traversant la France sur 486 kilomètres, la Belgique et les Pays-Bas.
La Saônelle, d'une longueur totale de 21,8 km, prend sa source dans la commune de Lafauche et se jette dans la Meuse en limite du territoire communal et de Coussey, après avoir traversé huit communes.

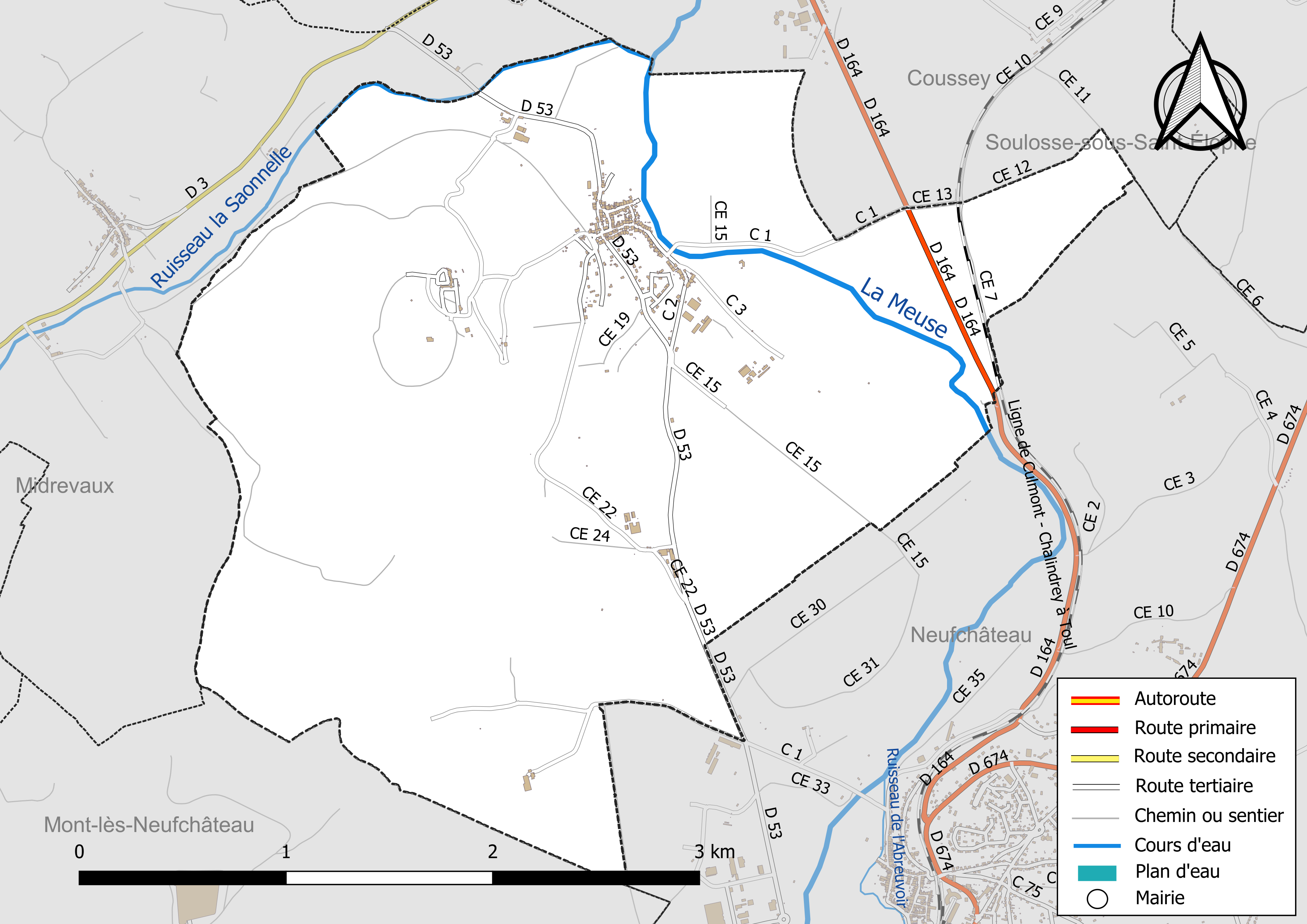
Réseaux hydrographique et routier de Frebécourt.

La qualité des eaux de baignade et des cours d’eau peut être consultée sur un site dédié géré par les agences de l’eau et l’Agence française pour la biodiversité.

### Climat
Pour des articles plus généraux, voir Climat du Grand Est et Climat des Vosges.
En 2010, le climat de la commune est de type climat de montagne, selon une étude du Centre national de la recherche scientifique s'appuyant sur une série de données couvrant la période 1971-2000. En 2020, Météo-France publie une typologie des climats de la France métropolitaine dans laquelle la commune est exposée à un climat océanique altéré et est dans la région climatique  Lorraine, plateau de Langres, Morvan, caractérisée par un hiver rude (1,5 °C), des vents modérés et des brouillards fréquents en automne et hiver. 
Pour la période 1971-2000, la température annuelle moyenne est de 9,6 °C, avec une amplitude thermique annuelle de 16,9 °C. Le cumul annuel moyen de précipitations est de 963 mm, avec 13,2 jours de précipitations en janvier et 9,1 jours en juillet. Pour la période 1991-2020, la température moyenne annuelle observée sur la station météorologique de Météo-France la plus proche, « Rollainville », sur la commune de Rollainville à 6 km à vol d'oiseau, est de 10,3 °C et le cumul annuel moyen de précipitations est de 860,3 mm. 
La température maximale relevée sur cette station est de 39,6 °C, atteinte le 25 juillet 2019 ; la température minimale est de −18,2 °C, atteinte le 20 décembre 2009,,. 
Les paramètres climatiques de la commune ont été estimés pour le milieu du siècle (2041-2070) selon différents scénarios d'émission de gaz à effet de serre à partir des nouvelles projections climatiques de référence DRIAS-2020. Ils sont consultables sur un site dédié publié par Météo-France en novembre 2022.

## Urbanisme

### Typologie
Au 1er janvier 2024, Frebécourt est catégorisée commune rurale à habitat dispersé, selon la nouvelle grille communale de densité à sept niveaux définie par l'Insee en 2022.
Elle est située hors unité urbaine. Par ailleurs la commune fait partie de l'aire d'attraction de Neufchâteau, dont elle est une commune de la couronne,. Cette aire, qui regroupe 72 communes, est catégorisée dans les aires de moins de 50 000 habitants,.

### Occupation des sols
L'occupation des sols de la commune, telle qu'elle ressort de la base de données européenne d’occupation biophysique des sols Corine Land Cover (CLC), est marquée par l'importance des territoires agricoles (58 % en 2018), une proportion sensiblement équivalente à celle de 1990 (58,3 %). La répartition détaillée en 2018 est la suivante : 
prairies (38,2 %), forêts (31,7 %), terres arables (19,7 %), milieux à végétation arbustive et/ou herbacée (7,5 %), zones urbanisées (2,9 %). L'évolution de l’occupation des sols de la commune et de ses infrastructures peut être observée sur les différentes représentations cartographiques du territoire : la carte de Cassini (XVIIIe siècle), la carte d'état-major (1820-1866) et les cartes ou photos aériennes de l'IGN pour la période actuelle (1950 à aujourd'hui).

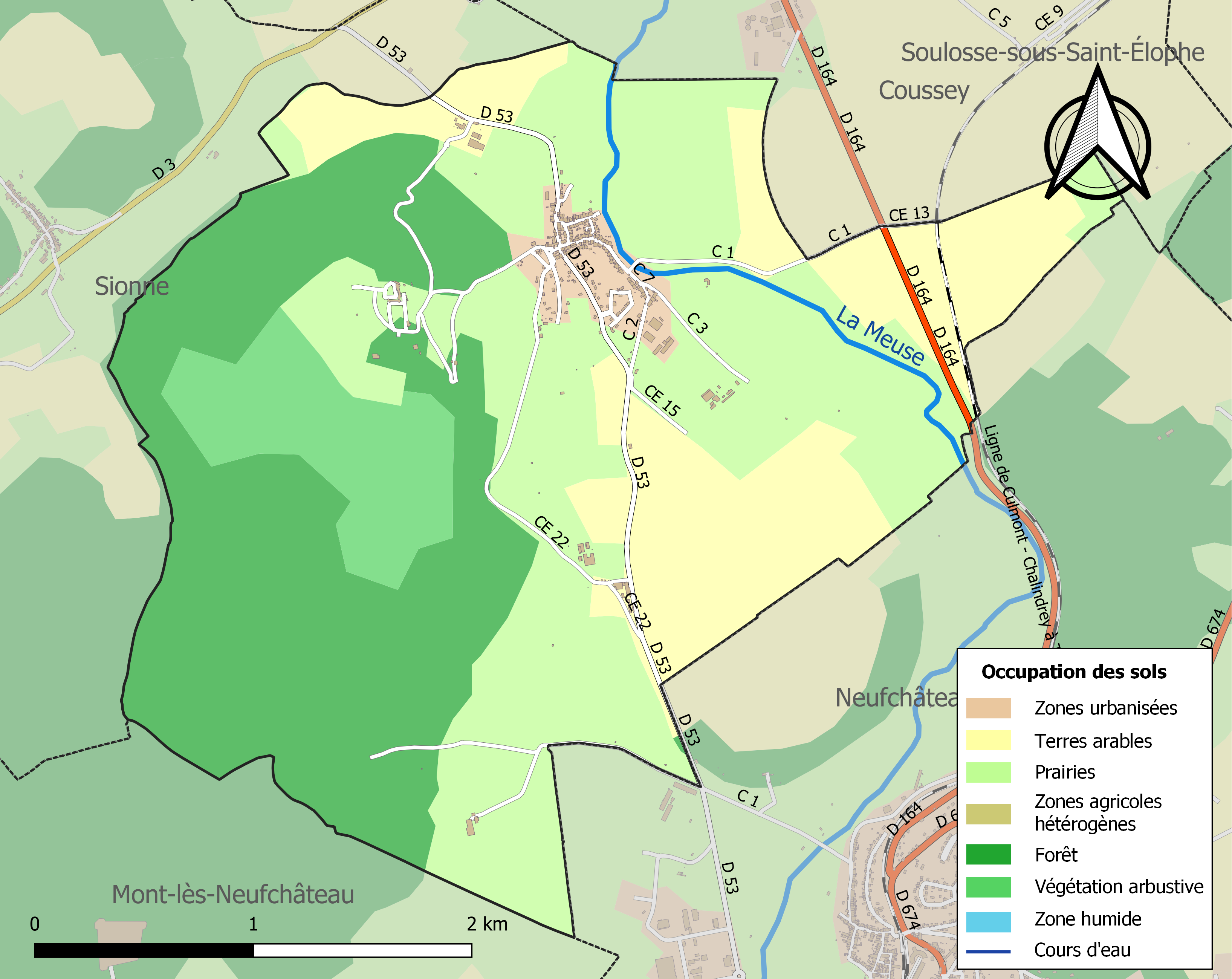
Carte des infrastructures et de l'occupation des sols de la commune en 2018 (CLC).

## Toponymie
Le nom de la localité est attesté sous les formes G. de Flibucurt (1180) ; Frebecort (avant 1197) ; Frabodi curte (XIIe siècle) ; Freburcort (1211) ; Frebuecort (1212) ; Flebucort (1215) ; Frebecuria (1216) ; Frebecort (1261) ; Frebueucort (1261) ; Flebeucourt (1262) ; Fraubescourt (vers 1274) ; Frabeucourt (1290) ; Frubecourt (1357) ; Frebecourt (1357) ; Frebeicourt (1421) ; Frabuecuria (1402) ; Ferbecuria (1455) ; Frebelcourt (1538).

Étymologie

## Histoire
La famille de Bourlémont a fait construire aux XIIe et XIIIe siècles le château de Bourlémont sur un promontoire dominant la vallée de la Meuse. La première mention connue de la seigneurie de Bourlémont date de 1184.
La légende du Gué de Frebécourt.
Au cours de la Première guerre mondiale l'état -major du régiment quitte lsle-sur-Marne, près de Saint -Dizier, le 2 janvier 1917, stationne quelques jours à Poissons (Haute-Marne) et se fixe le 28 janvier à Bourlemont-Frebecourt.
Le 7 novembre 1939, le PC de la 3e Division aérienne, puis le 12 décembre 1939, le PC de la 10e Brigade aérienne ont été transférés au château de Bourlémont. 

## Politique et administration
| Période                                  | Période       | Identité                                      | Étiquette | Qualité                                                                                          |
| ---------------------------------------- | ------------- | --------------------------------------------- | --------- | ------------------------------------------------------------------------------------------------ |
| Les données manquantes sont à compléter. |               |                                               |           |                                                                                                  |
| 1891                                     | 1920          | Thierry d'Alsace de Hénin-Liétard (1853-1934) | Prog.     | Militaire et propriétaire Conseiller général (1892-1934) Député (1894-1909) Sénateur (1909-1934) |
| 1920                                     | 1929          | Charles-Justin Bidelot                        |           |                                                                                                  |
| 1929                                     | 1934          | Thierry d'Alsace de Hénin-Liétard             | URD       | Châtelain de Bourlémont Sénateur (1909-1934)                                                     |
| 1934                                     | 1935          | Georges-Édouard Thouvenin                     |           |                                                                                                  |
| 1935                                     | 1947          | Fernand Saleur                                |           |                                                                                                  |
| 1947                                     | 1953          | Léon Humblot                                  |           |                                                                                                  |
| 1953                                     | 1981          | Comte Guy-Aldonce de Rohan-Chabot (1921-2012) |           | Châtelain de Bourlémont                                                                          |
| 1981                                     | 1995          | Bernard Claudot                               |           |                                                                                                  |
| juin 1995                                | février 2010  | Francis Martin (1950-2010)                    |           | Électricien Décédé en cours de mandat                                                            |
| mars 2010                                | novembre 2013 | Bernard Samsel (1949-2013)                    |           | Professeur de lycée professionnel retraité Décédé en cours de mandat                             |
| décembre 2013                            | avril 2014    | Yves Maizière                                 |           |                                                                                                  |
| avril 2014                               | En cours      | Yvon Humblot                                  |           | agriculteur exploitant. Mandat reconduit en 2020                                                 |

## Population et société

### Démographie

#### Évolution démographique
L'évolution du nombre d'habitants est connue à travers les recensements de la population effectués dans la commune depuis 1793. Pour les communes de moins de 10 000 habitants, une enquête de recensement portant sur toute la population est réalisée tous les cinq ans, les populations de référence des années intermédiaires étant quant à elles estimées par interpolation ou extrapolation. Pour la commune, le premier recensement exhaustif entrant dans le cadre du nouveau dispositif a été réalisé en 2004.

En 2022, la commune comptait 352 habitants, en évolution de +16,56 % par rapport à 2016 (Vosges : −2,96 %, France hors Mayotte : +2,11 %).
| 1793 | 1800 | 1806 | 1821 | 1831 | 1836 | 1841 | 1846 | 1856 |
| ---- | ---- | ---- | ---- | ---- | ---- | ---- | ---- | ---- |
| 367  | 379  | 416  | 401  | 446  | 476  | 484  | 499  | 426  |

| 1861 | 1866 | 1876 | 1881 | 1886 | 1891 | 1896 | 1901 | 1906 |
| ---- | ---- | ---- | ---- | ---- | ---- | ---- | ---- | ---- |
| 442  | 432  | 440  | 401  | 425  | 407  | 402  | 395  | 425  |

| 1911 | 1921 | 1926 | 1931 | 1936 | 1946 | 1954 | 1962 | 1968 |
| ---- | ---- | ---- | ---- | ---- | ---- | ---- | ---- | ---- |
| 390  | 337  | 353  | 326  | 312  | 311  | 264  | 329  | 293  |

| 1975 | 1982 | 1990 | 1999 | 2004 | 2006 | 2009 | 2014 | 2019 |
| ---- | ---- | ---- | ---- | ---- | ---- | ---- | ---- | ---- |
| 270  | 287  | 318  | 334  | 311  | 302  | 306  | 304  | 335  |

| 2022 | - | - | - | - | - | - | - | - |
| ---- | - | - | - | - | - | - | - | - |
| 352  | - | - | - | - | - | - | - | - |

### Enseignement
Établissements d'enseignements :
- Écoles maternelles et primaires à Neufchâteau, Coussey.
- Collèges à Neufchâteau, Liffol-le-Grand, Châtenois, Gondrecourt-le-Château.
- Lycées à Neufchâteau, Mandres-sur-Vair.

### Santé
- Médecins à Neufchâteau[36].
- Pharmacies à Coussey, Neufchâteau[37].
- Centre hospitalier de l'Ouest Vosgien[38].

### Cultes
- Culte catholique, Paroisse Saint-Nicolas-Sainte-Jeanne-d'Arc[39], Diocèse de Saint-Dié.

## Économie

### Entreprises et commerces

#### Commerces
- Commerces et services de proximité[40].

## Culture locale et patrimoine

### Lieux et monuments
- Château de Bourlémont (XIIIe siècle) inscrit sur l'Inventaire supplémentaire des monuments historiques par arrêté du 15 juin 1977[41].

Chapelle castrale de Bourlémont.
- Église Sainte-Colombe (XVIIIe siècle)[43],[44].

Cloches.
Retable, reliefs : la Crucifixion, Les douze apôtres XIe siècle.
- Fontaine - lavoir - abreuvoir 1840[47].
- Le lavoir Germaine Coudert (1928-2010), dernière lavandière du village[48].
- Monuments commémoratifs[49],[50],[51],[52].

### L'église Sainte-Colombe

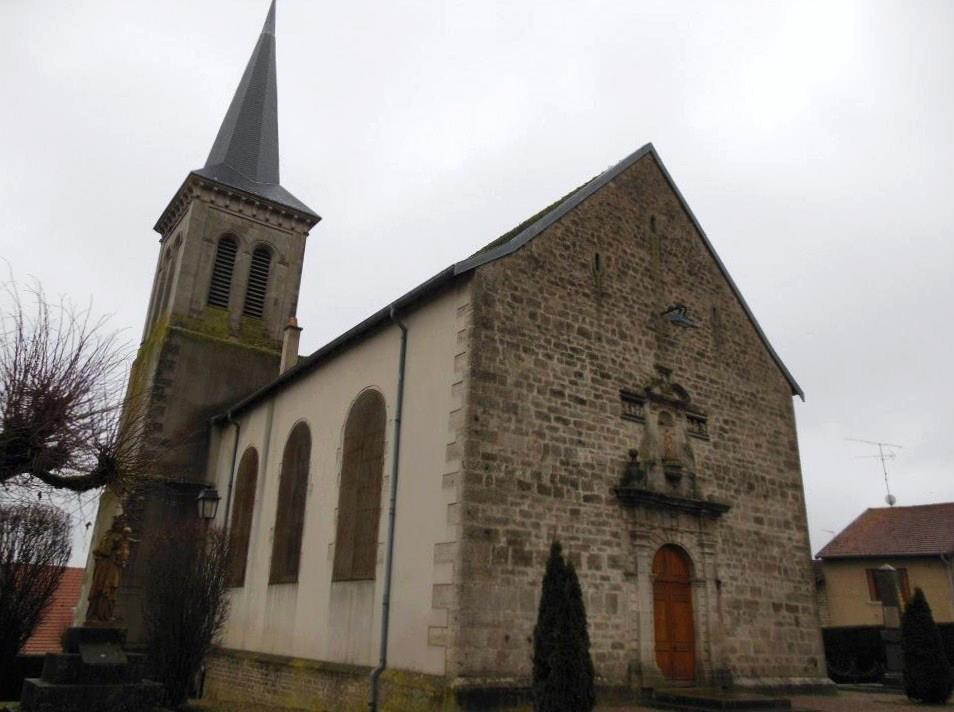
Église Sainte-Colombe (XVIIIe siècle).
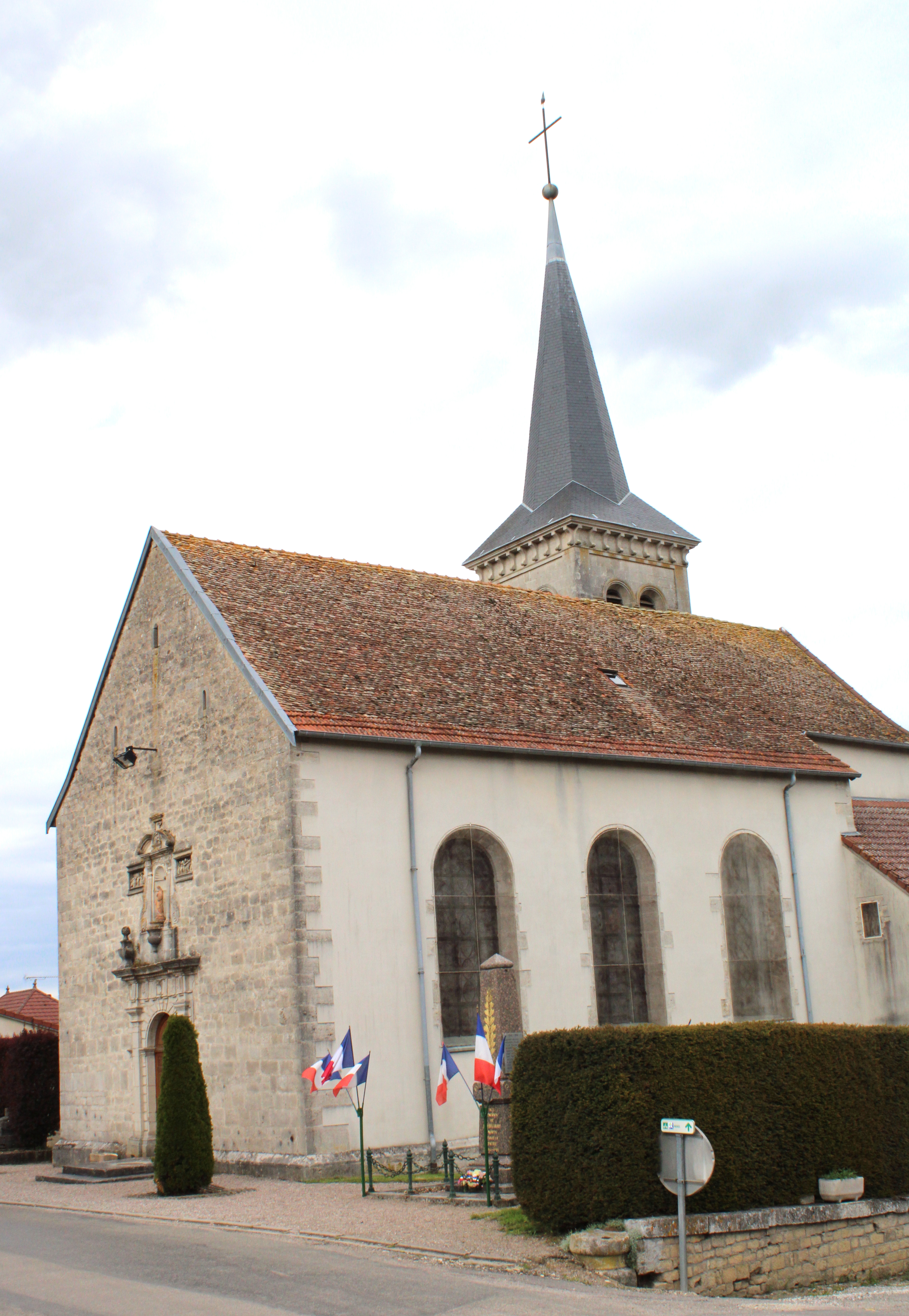
Église Sainte-Colombe (XVIIIe siècle).
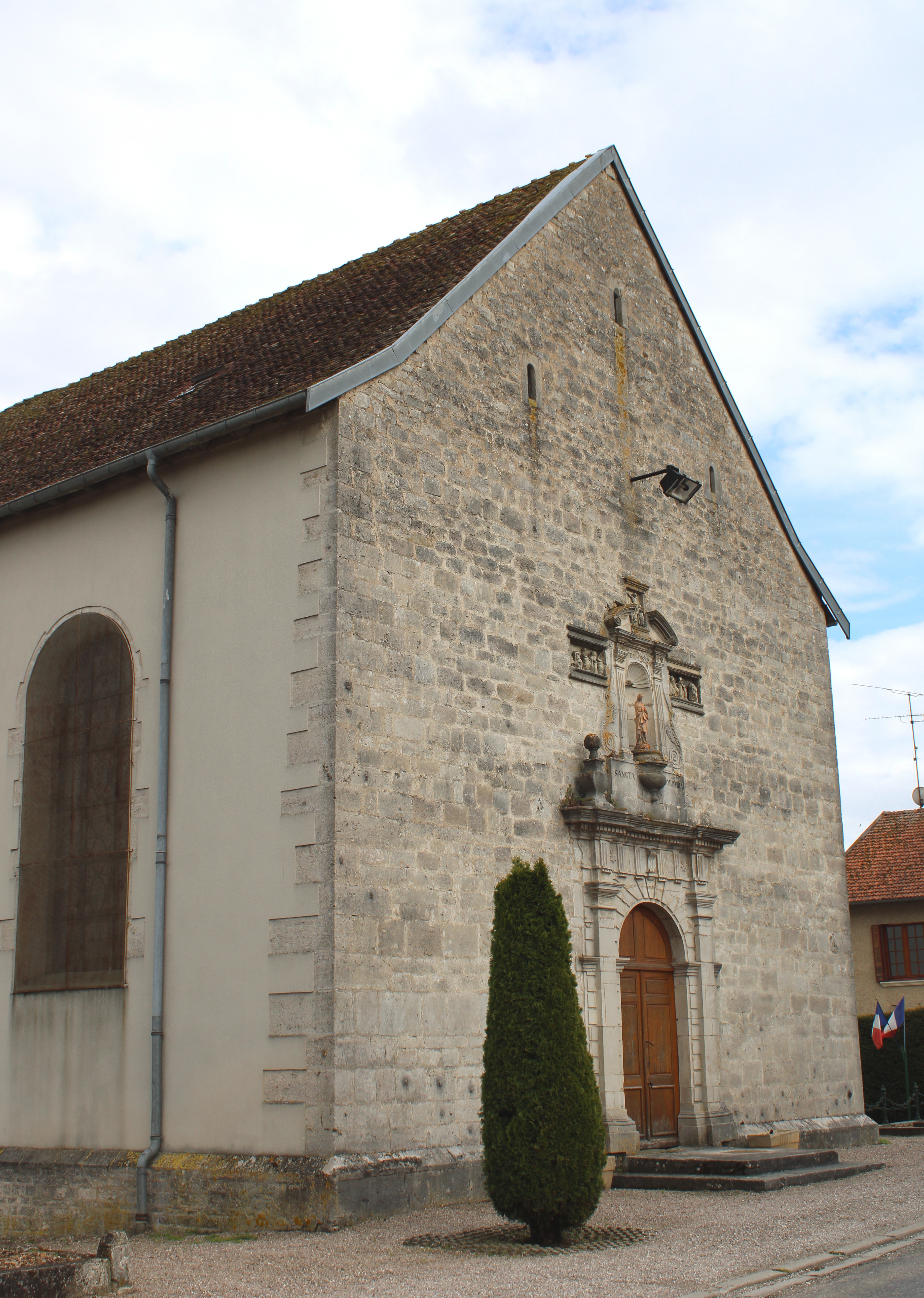
Église Sainte-Colombe (XVIIIe siècle).
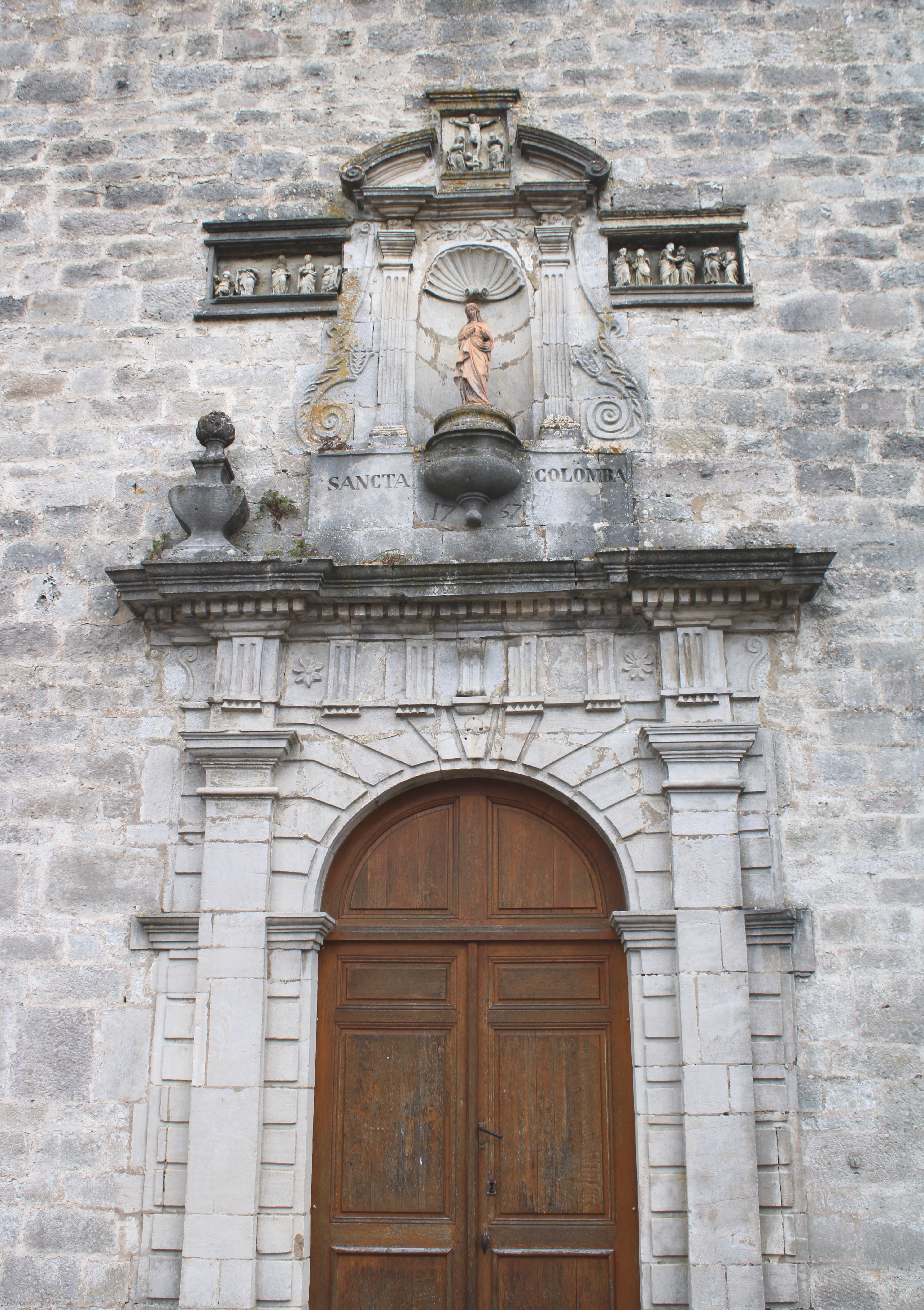
Portail de l'église.
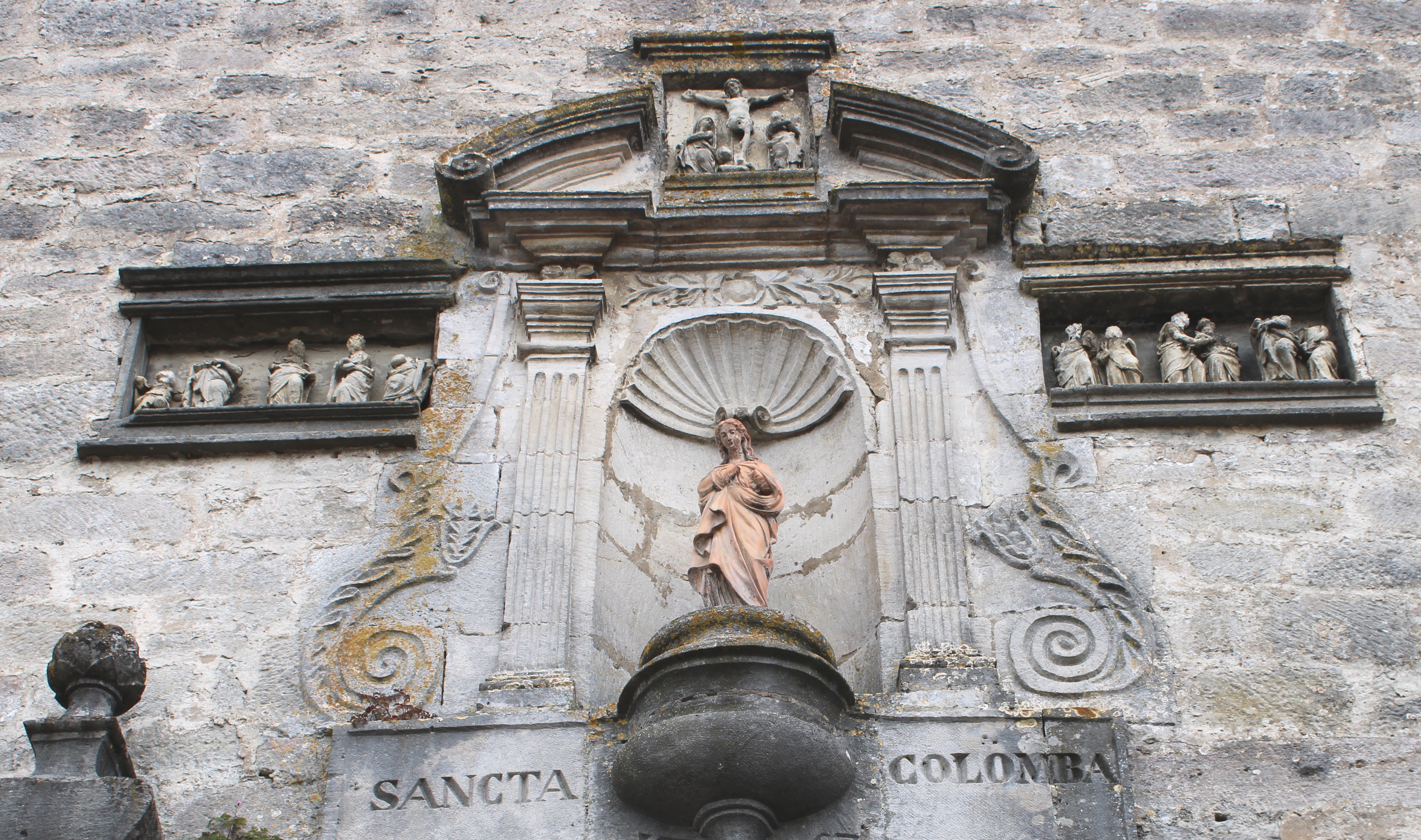
Détail des sculptures du portail.
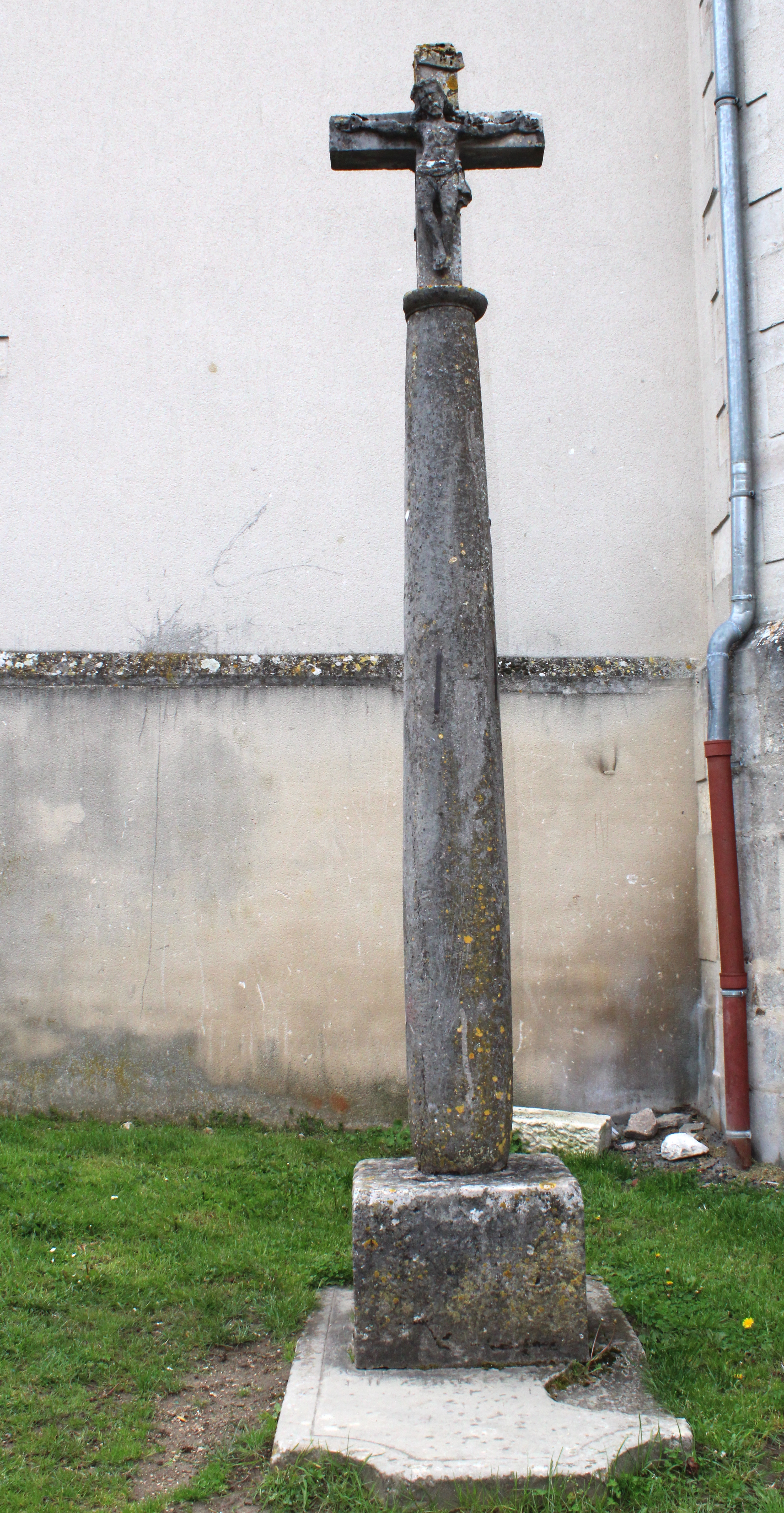
Calvaire derrière l'église.
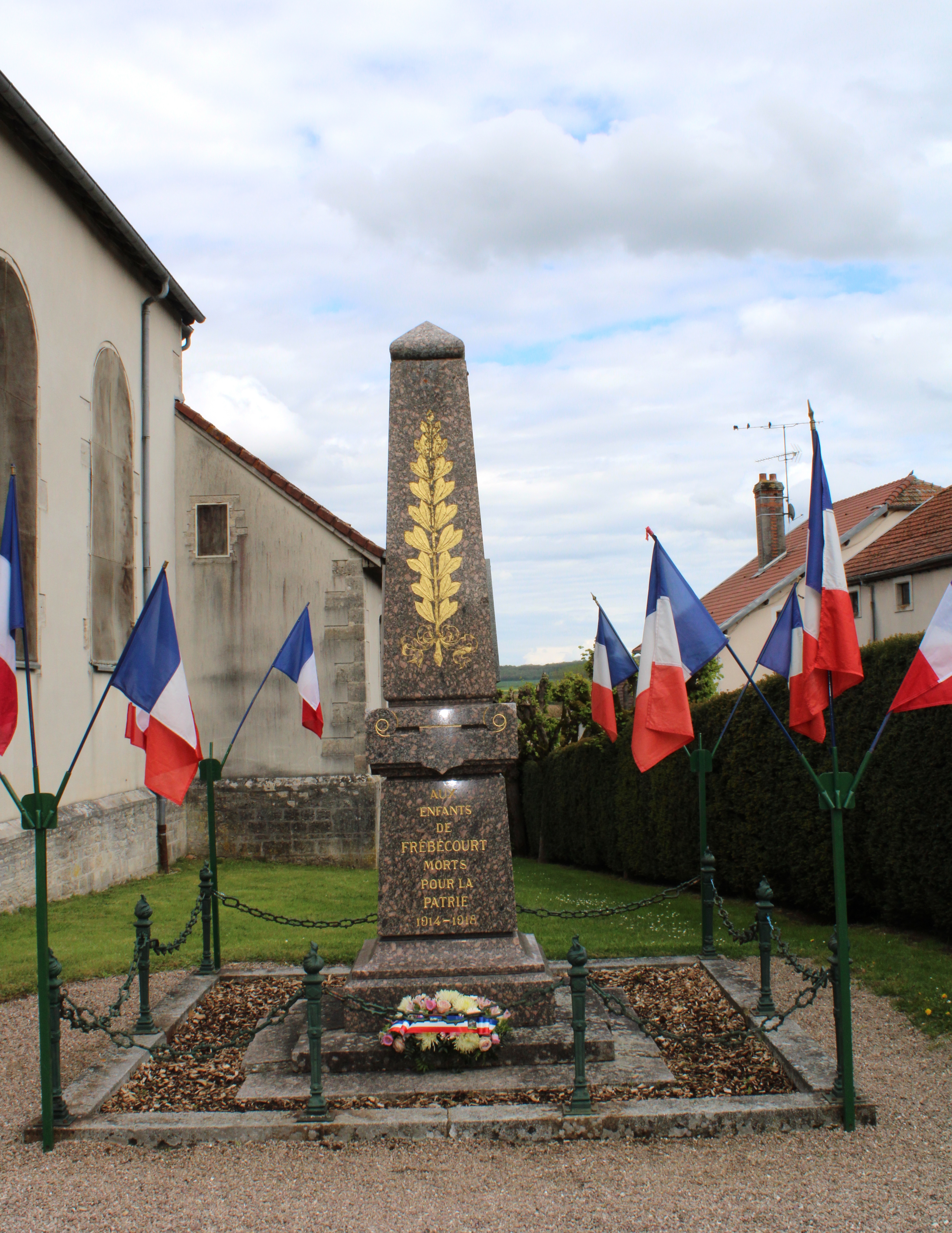
Le monument aux morts.

### Galerie

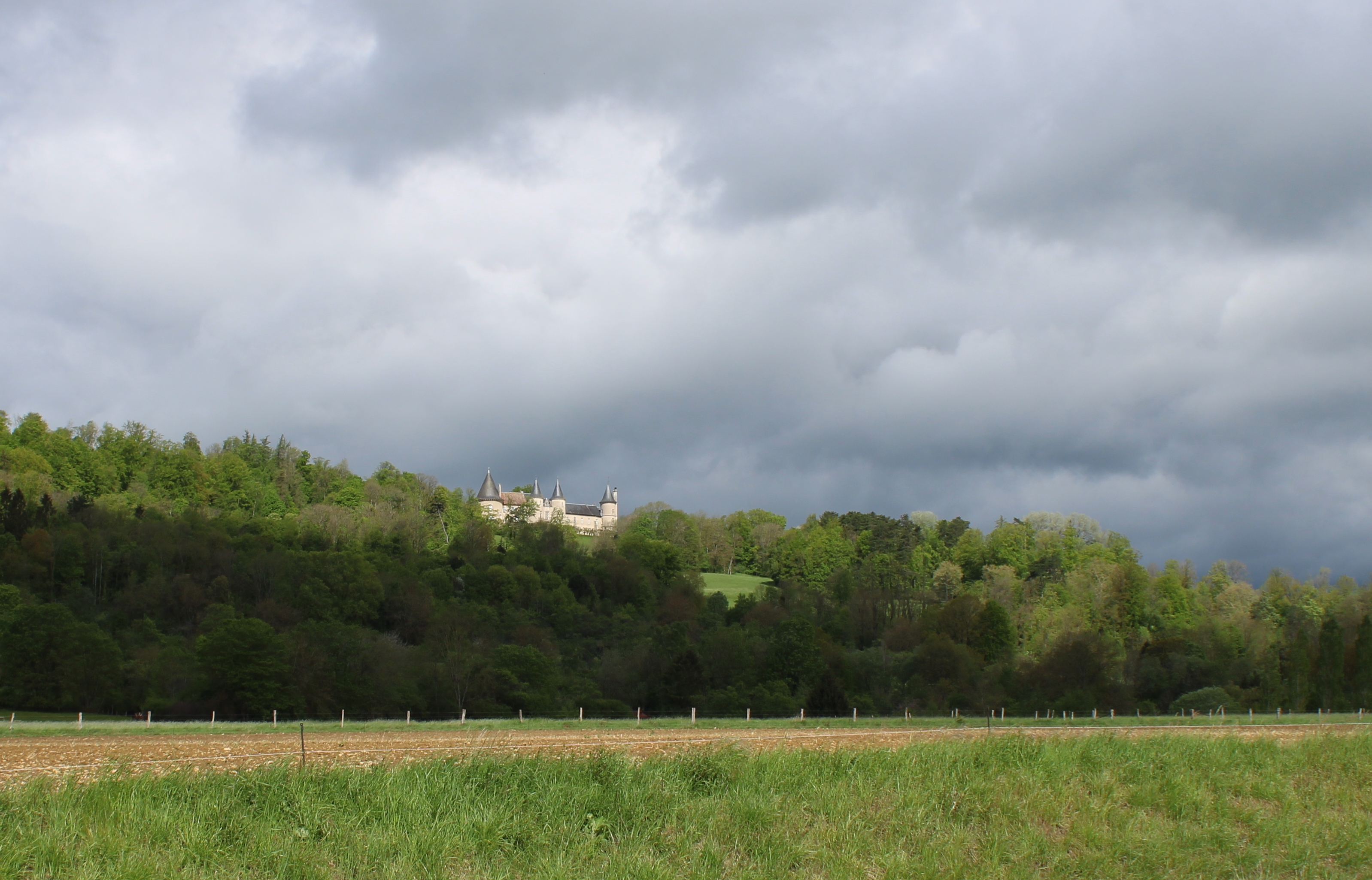
Vue du château.
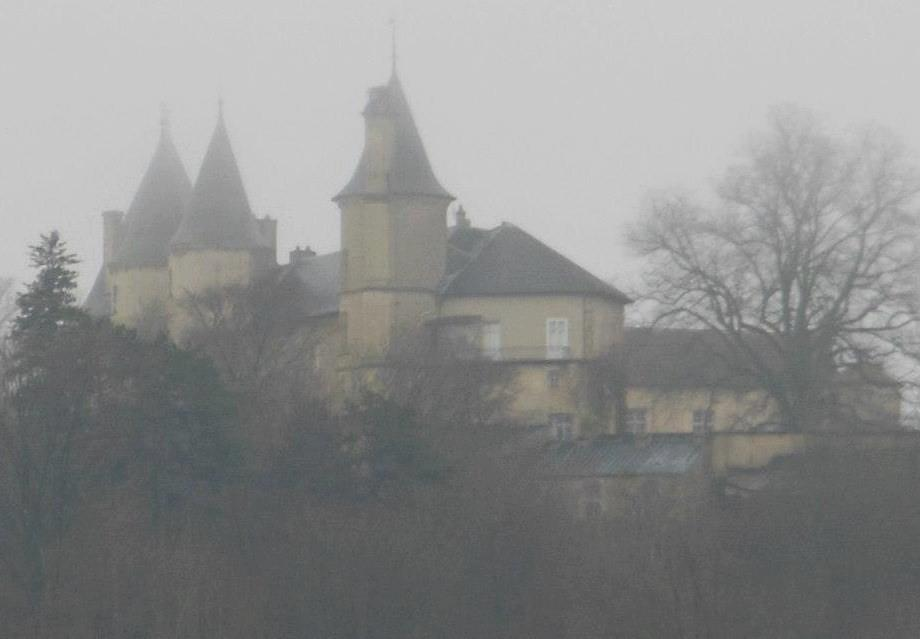
Château de Bourlémont (XIIIe siècle).
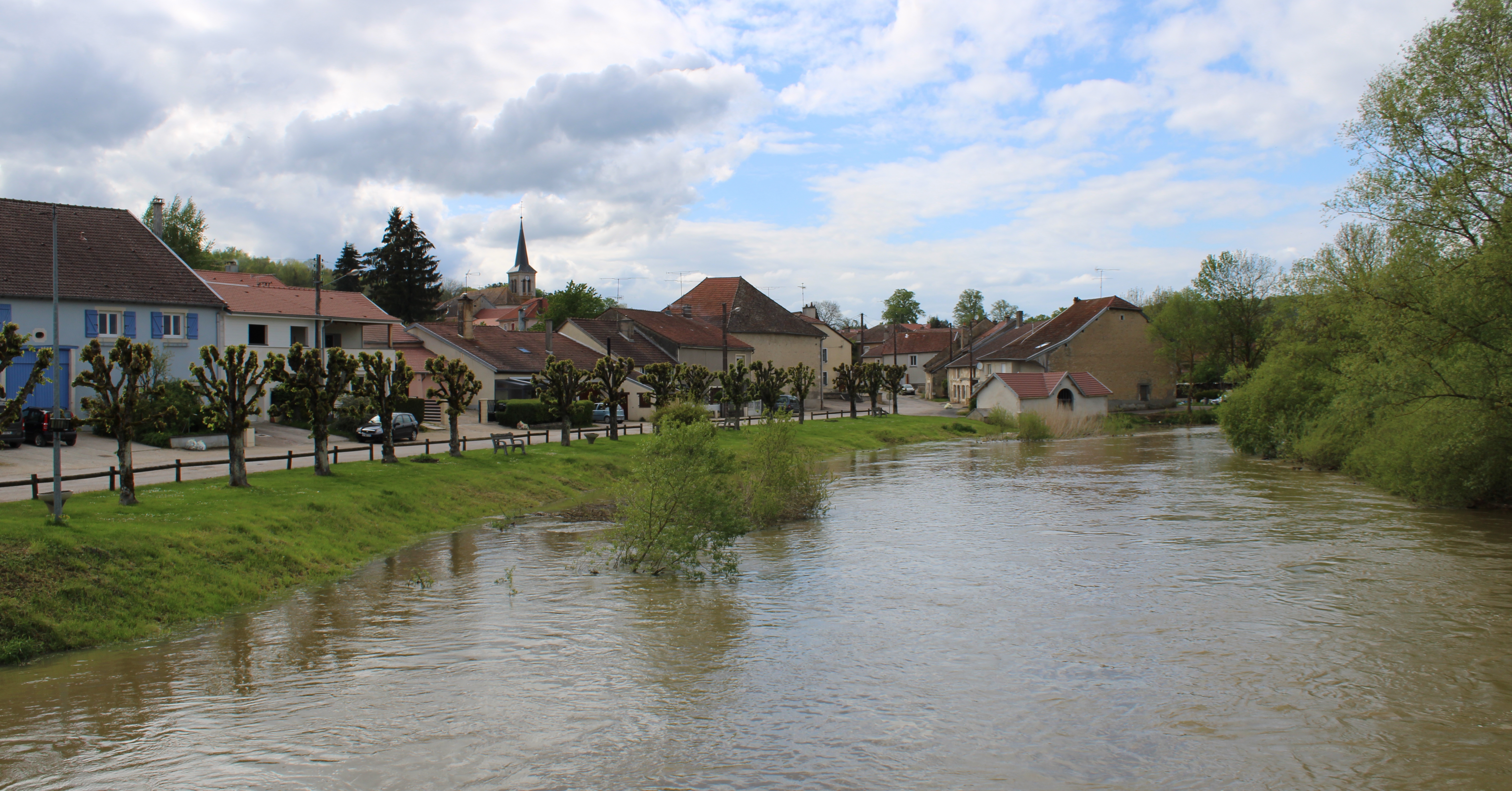
Panorama du village sur les rives de la Meuse.
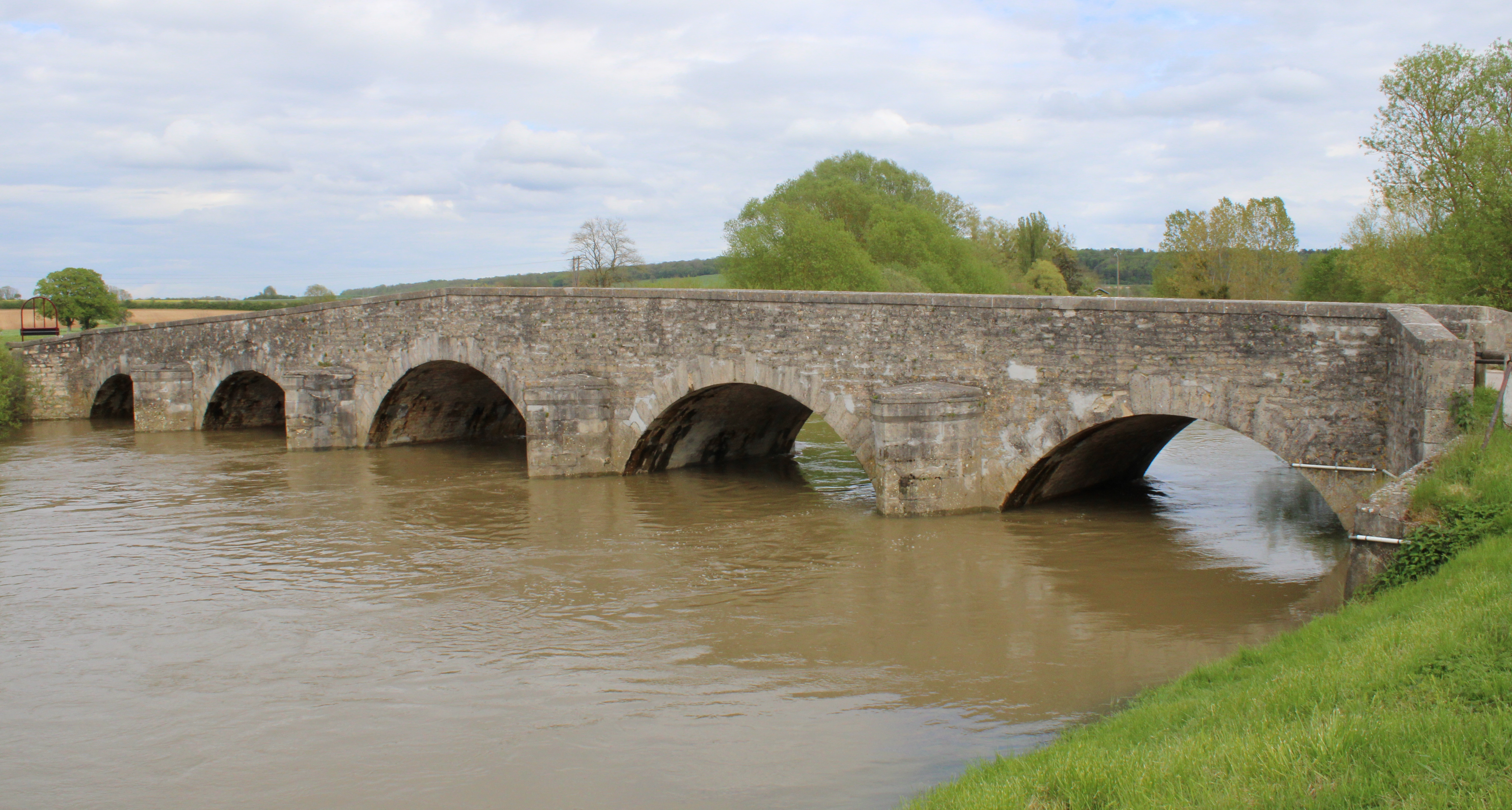
Le pont sur la Meuse.
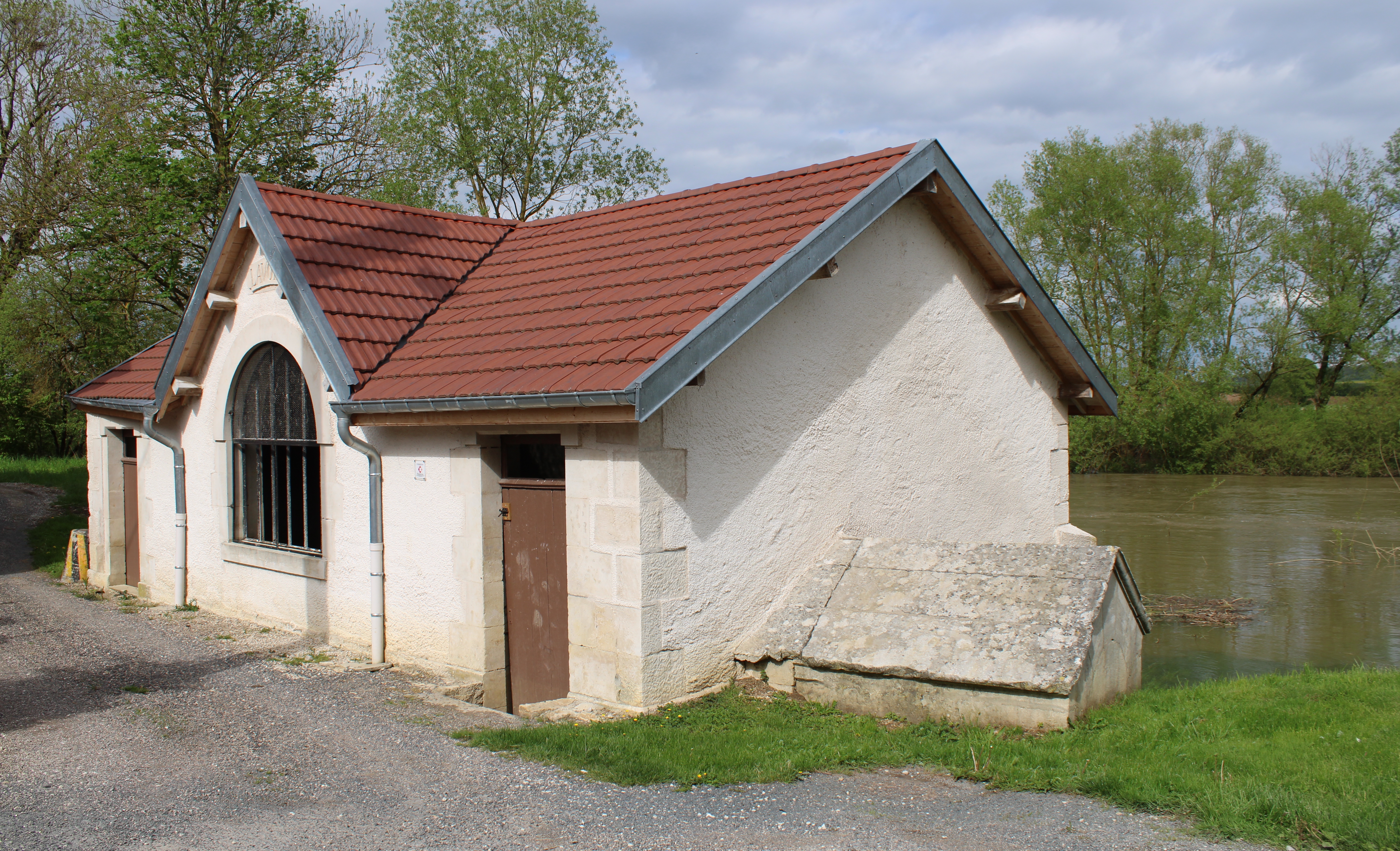
Le lavoir "Germaine Coudert".
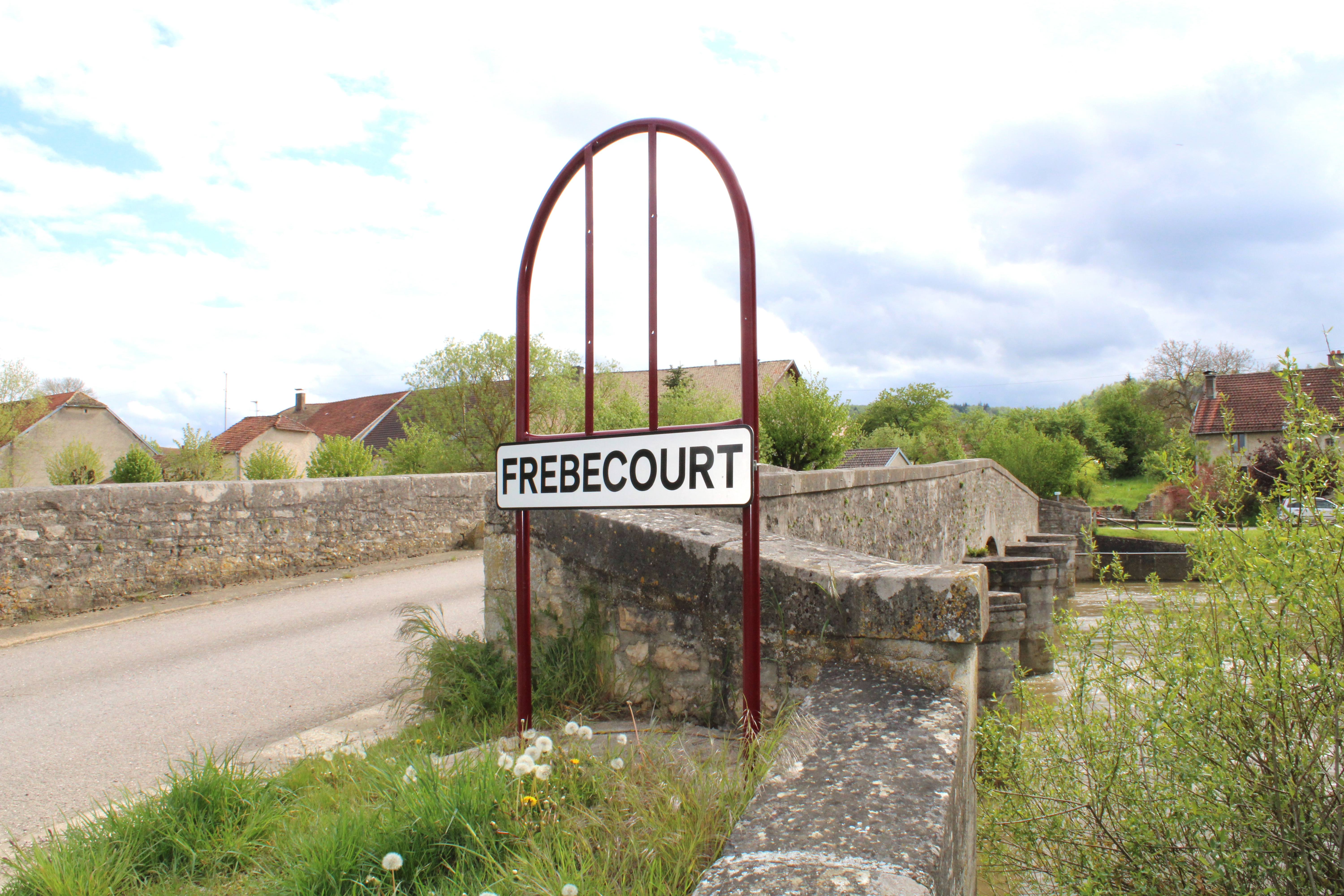
Entrée du village et le pont sur la Meuse.

### Personnalités liées à la commune
- Henri Richelet (1944-2020), peintre français né à Frebécourt.
- Médaillés de Sainte-Hélène :

Charles Pierre Noël Seron,
Nicolas Masson.

### Héraldique, logotype et devise
| Blason | Blasonnement : Fascé d'argent et de gueules de huit pièces. Commentaires : Ce sont les armes de la famille de Bourlémont, d’ancienne chevalerie, qui s'est éteinte vers 1390. |

## Pour approfondir